# Super Swing Golf
Super Swing Golf (PangYa! Golf With Style na Europa e Swing Golf PangYa no Japão) é um jogo eletrônico de golfe para Wii, sendo uma versão para o console do jogo PangYa.
O modo de jogo é o mesmo, mas quando lançou pro Wii, a coisa esquentou. Junto com o controle do Wii, o jogador pode tentar praticar golfe sem sair de casa! No  jogo de computador, o jogador tem vários itens e até Caddies, como na vida real. Ele pode definir se vai lançar a bola com curva para esquerda ou para a direita ou se vai tentar um "Super PangYa".

## Caddies
Caddies são "ajudantes de golfistas", vamos dizer. Eles ajudam a escolher o melhor taco para a situação do momento da partida ou até dão dicas de onde lançar e com quanta força. Existe até jogos de golfe que aparecem caddies como Super Swing Golf PangYa, para Wii, ou até um jogo bem parecido com este, como PangYa, mas é para PC.